# Saalbach-Hinterglemm
Saalbach-Hinterglemm er en kommune i distriktet Zell am See i den østrigske delstat Salzburg. Den er velkendt for sine mange muligheder indenfor skiløb og andre vintersportsgrene. Et tredelt pisteområde bestående af Saalbach, Hinterglemm og Leogang (kaldet Saalbach Hinterglemm Leogang Skicircus) er beliggende i kommunen.

## Geografi
Saalbach-Hinterglemm ligger i Pinzgau i Saalbach-dalen, som vender øst-vest. Regionen er en del af Kitzbühel Alperne. Det højeste punkt er Spielberghorn (2.044 m) i nord og Hochkogel (2.249 m) i syd.
Den nærmeste større by er Zell am See, som ligger omtrent 20 km væk. Den nærmeste lufthavn er Salzburg Airport W. A. Mozart som ligger ca. 90 km fra Saalbach by. Bl.a. SAS og Transavia.com flyver hertil fra Kastrup Lufthavn.
Kommunen består af to landsbyer: Saalbach og Hinterglemm, der begge samtidig er udgør to Katastralgemeinden.